# Карпологія

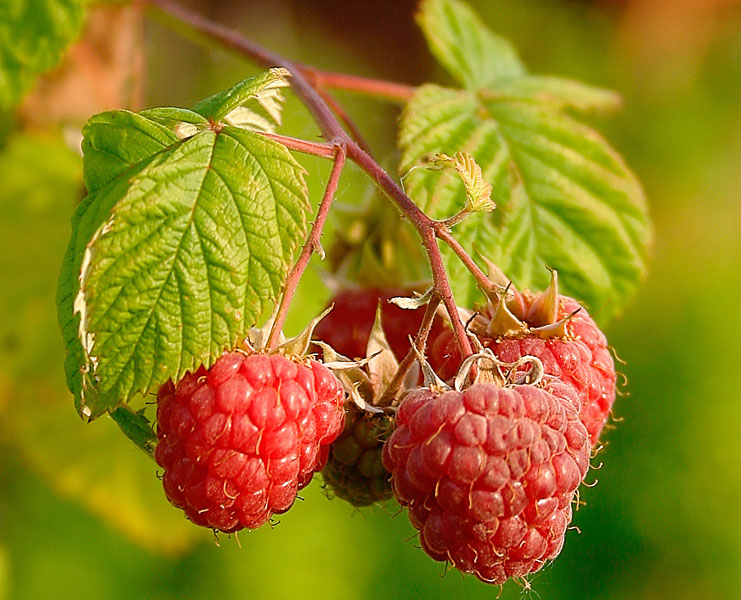
Малина звичайна

Карпологія (від гр. καρπός ― «плід» і λόγος ― «слово, вчення») ― розділ морфології рослин, який вивчає форму, будову, класифікацію плодів і насіння. Карпологія досліджує морфогенез і онтогенез плодів і насіння, закономірності їх поширення.
Розробка морфологічної класифікації плодів на основі консистенції насінника (сухі і соковиті плоди) і кількості насіння в плоді (плоди однонасінні і багатонасінні) проводилася німецьким ботаніком Йозефом Гертнером (1732―1791) у фундаментальній праці «De Fructibus et Seminibus Plantarum»(1788―1791). В розвиток цієї класифікації внесли вклад російські вчені, наприклад, Христофор Якович Гобі (1847-1919) та інші.